# Żerczyce
Żerczyce [ʐɛrˈt͡ʂɨt͡sɛ] (en ukrainien: Жирчиці, Zhyrchytsi) est un village polonais de la gmina de Nurzec-Stacja dans le powiat de Siemiatycze et dans la voïvodie de Podlachie. Il se situe à environ 3 kilomètres au nord de Nurzec-Stacja, à 17 kilomètres au nord-est de Siemiatycze et à 71 kilomètres au sud de Białystok.
Selon le recenssement de la commune de 1921, ont habité dans le village 271 personnes, dont 19 étaient catholiques, 248 orthodoxes, et 4 judaïques. Parallèlement, 27 habitants ont déclaré avoir la nationalité polonaise, 240 la nationalité biélorusse et 4 la nationalité juive. Dans le village, il y avait 51 bâtiments habitables.